# Munksjön

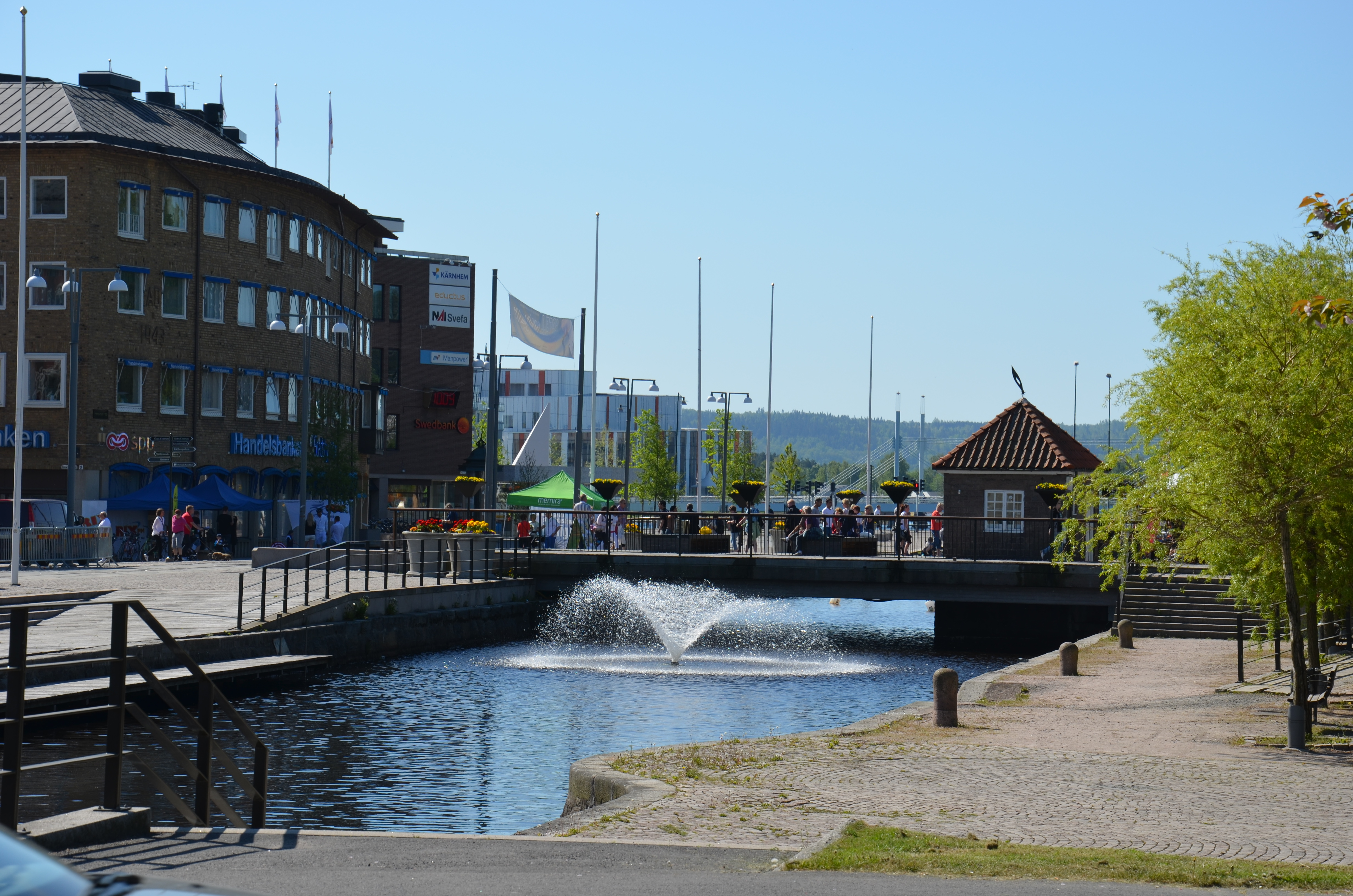
Hamnkanalen med Vindbron

Munksjön, förr ’’Lillsjön’’, är en lagunsjö i Jönköping i Småland och ingår i Motala ströms huvudavrinningsområde. Sjön är 20,4 meter djup, har en yta på 0,842 kvadratkilometer och befinner sig 88 meter över havet. Sjön står i förbindelse med Vättern genom Hamnkanalen, som är en ursprunglig vattenkanal, som grävts ut ytterligare, framför allt på 1830-talet.
Vid västra stranden låg under medeltiden Jönköpings kloster, som under 1500-talet byggdes om och till Jönköpings slott.
Munksjön hette på 1600-talet Lillsjön. När staden åter byggdes upp efter att ha bränts ned i början av 1600-talet, gjordes detta av försvarsskäl på sandreveln Sanden mellan Vättern och Munksjön. Tomterna vid Smedjegatan låg då direkt på Munksjöns norra strand. Husen där kallades Lillsjöraden. Omedelbart efter grundandet, och kontinuerligt därefter, har utfyllningar gjorts. På 1890-talet anlades Södra Strandgatan och iordningställdes kajer vid sjön för fraktskutor i Jönköpings hamn.
Under andra hälften av 1900-talet har ytterligare utfyllningar gjorts i norra delen av sjön.
Munksjön är en av Jönköpings tre sjöar, i storleksordning: Vättern, Munksjön och Rocksjön.
Sjöns största tillrinning sker genom Tabergsån, som mynnar vid Jordbron i söder. Den har ett tillrinningsområde på 245 km², dominerat av skog och myrmark. Andra tillflöden till Munksjön är vättervatten som pumpas via Rocksjön och har ett naturligt tillflöde genom Rocksjöån samt genom den grävda Simsholmskanalen. Vatten släpps även ut i sjön från Simsholmens avloppsreningsverk. Utrinning ur sjön sker till Vättern genom Hamnkanalen i norr.
Munksjön var från 1830- talet stadens hamn. När Motala Express och andra fartyg från Vättern löpte in via Hamnkanalen, öppnades i tur och ordning en tågsvängbro, en fordonssvängbro och klaffbron Vindbron.
Slottsbron mellan Södra Strandgatan och Skolgatan tillkom som en ursprungligen öppningsbar klaffbro, en fjärde väg- eller järnvägsbro 1961, och år 2006 invigdes Munksjöbron som den femte väg- eller järnvägsbron över Munksjön och dess utflöde genom Hamnkanalen.
Jönköpings Roddsällskap har sin hemvist vid Holmen på östra sidan av sjön och anordnar tävlingar här.

## Föroreningarna i Munksjön
Under 1800-talet var Munksjön en populär badsjö med kallbadhus både på den västra och den östra stranden.  Efter industrialiseringen blev tillståndet dåligt och vid mitten av 1900-talet åstadkom avdunstningar från sjön missfärgade husfasader vid stränderna och fick folk att hålla för näsan vid passage. Redan tidigt utsattes sjön för miljöföroreningar från bland annat gruvindustrin som fanns vid Tabergsgruvan från 1400-talet fram till 1960-talet. År 1862 startades ett pappersbruk vid Munksjöns västra strand, som med dåtidens teknik orsakade miljöproblem i sjön.
Sjöns botten är idag förorenad. I västra delen av sjön är botten täckt med cellulosafibrer som härrör från tidigare utsläpp från pappersbruket. Denna fiberbank beräknas uppta cirka 7 procent av sjöns totala botten, det vill säga cirka 6 hektar. Enligt undersökningar gjorda 1989 är djupet av fiberbanken mer än 7,7 meter och har en volym av nära 1 miljon kubikmeter. På grund av tidigare användning av kvicksilverföreningar i pappersbruket innehåller fiberbanken höga halter av kvicksilver. Vid provtagningar 1998 var kvicksilverhalten i fiberbanken 2,14 mg/kg torrsubstans vilket enligt Naturvårdsverket klassas som ”höga halter”. Det finns enskilda provvärden från 1972 som visar kvicksilverhalter i sedimentet på över 6 mg/kg TS vilket räknas som ”mycket höga halter”.
Av den övriga sjöbottnen består cirka 15 procent av ackumulationsbottnar, det vill säga botten där sediment deponeras. Vid provtagningar hösten 1998 visade det sig att ungefär hälften av botten uppvisar en svart färg orsakad av järn- och manganoxider. Dessa oxider bildas i syrefattig miljö och detta tyder på en syrgasbrist på botten. Syret förbrukas av ämnen som släpps ut i sjön och av förmultning av organiskt material i sedimentet. Detta leder till en väldigt ansträngd syrgasmängd, trots tillförsel av syre med hjälp av en pump på botten.

## Delavrinningsområde
Munksjön ingår i delavrinningsområde (640649-140240) som SMHI kallar för Utloppet av Munksjön. Delavrinningsområdets medelhöjd är 90 meter över havet och ytan är 2,4 kvadratkilometer. Räknas de 20 delavrinningsområdena uppströms in blir den ackumulerade arean 238,45 kvadratkilometer. Tabergsån som avvattnar delavrinningsområdet har biflödesordning 2, vilket innebär att vattnet flödar genom totalt 2 vattendrag innan det når havet efter 215 kilometer. Avrinningsområdet har 0,84 kvadratkilometer vattenytor vilket ger avrinningsområdet en sjöprocent på 35 procent. Avrinningsområdets mark består helt och hållet av tätortsbebyggelse.

## Fisk
Vid provfiske har följande fisk fångats i sjön:
- Abborre
- Björkna
- Braxen
- Gärs
- Gädda
- Gös
- Löja
- Mört

## Arkeologiska fynd och myter
I sjön har man hittat mellersta delen till en vågbalans, med bevarad tunga. Den går att datera till vikingatiden.
Enligt en mycket gammal myt ska sex fördrivna munkar ha begravt kyrkklockor av enormt historiskt värde samt andra kyrkliga föremål i sjön, vilket dock inte kan bevisas vare sig historiskt eller genom fynd. Man ska dock ha varit nära att få upp kyrkklockor ur sjön ett antal gånger enligt tradition, men de skulle alltid ha sjunkit tillbaks till botten nära ytan.

## Bildgalleri

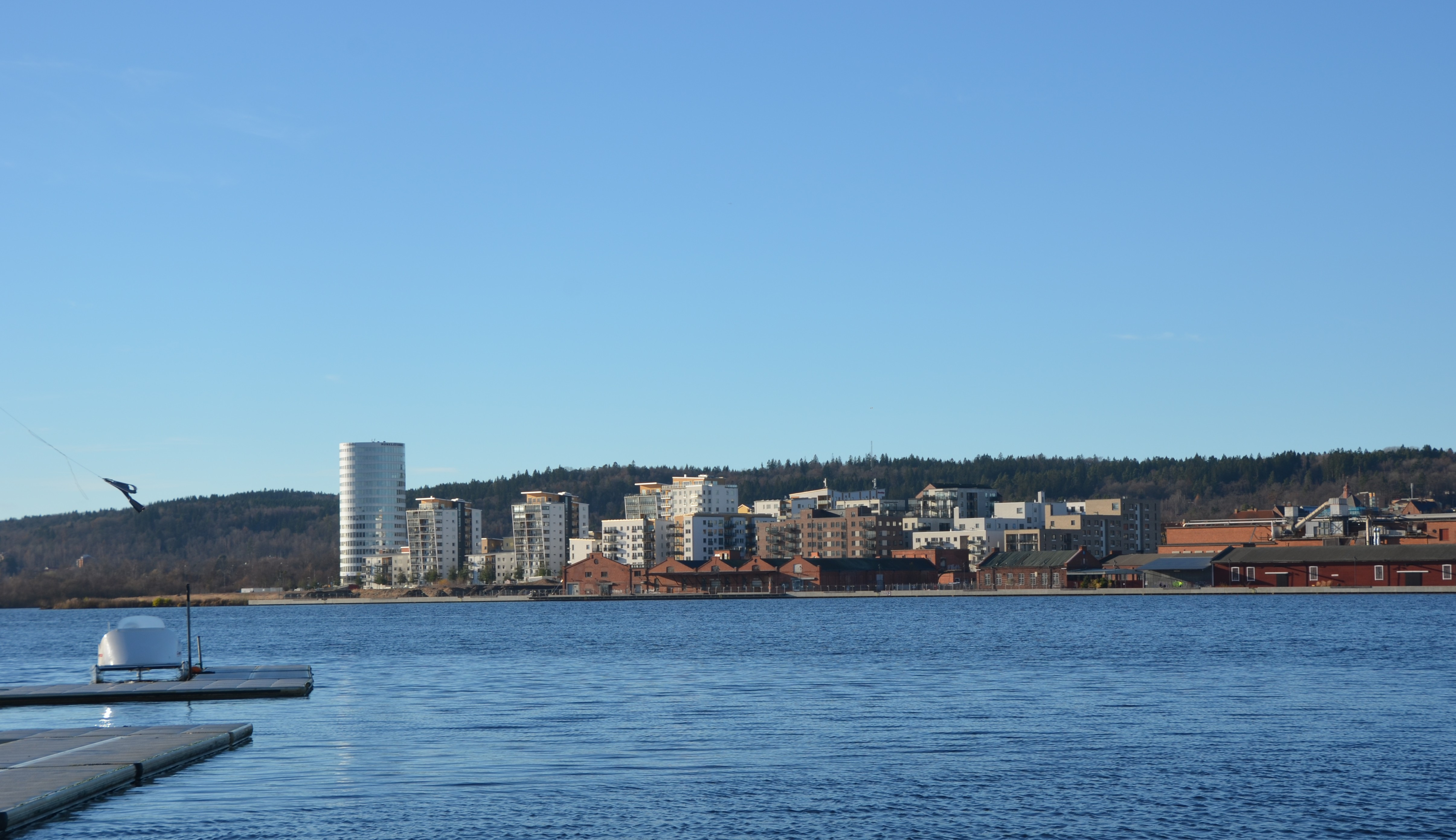
Munksjöstaden
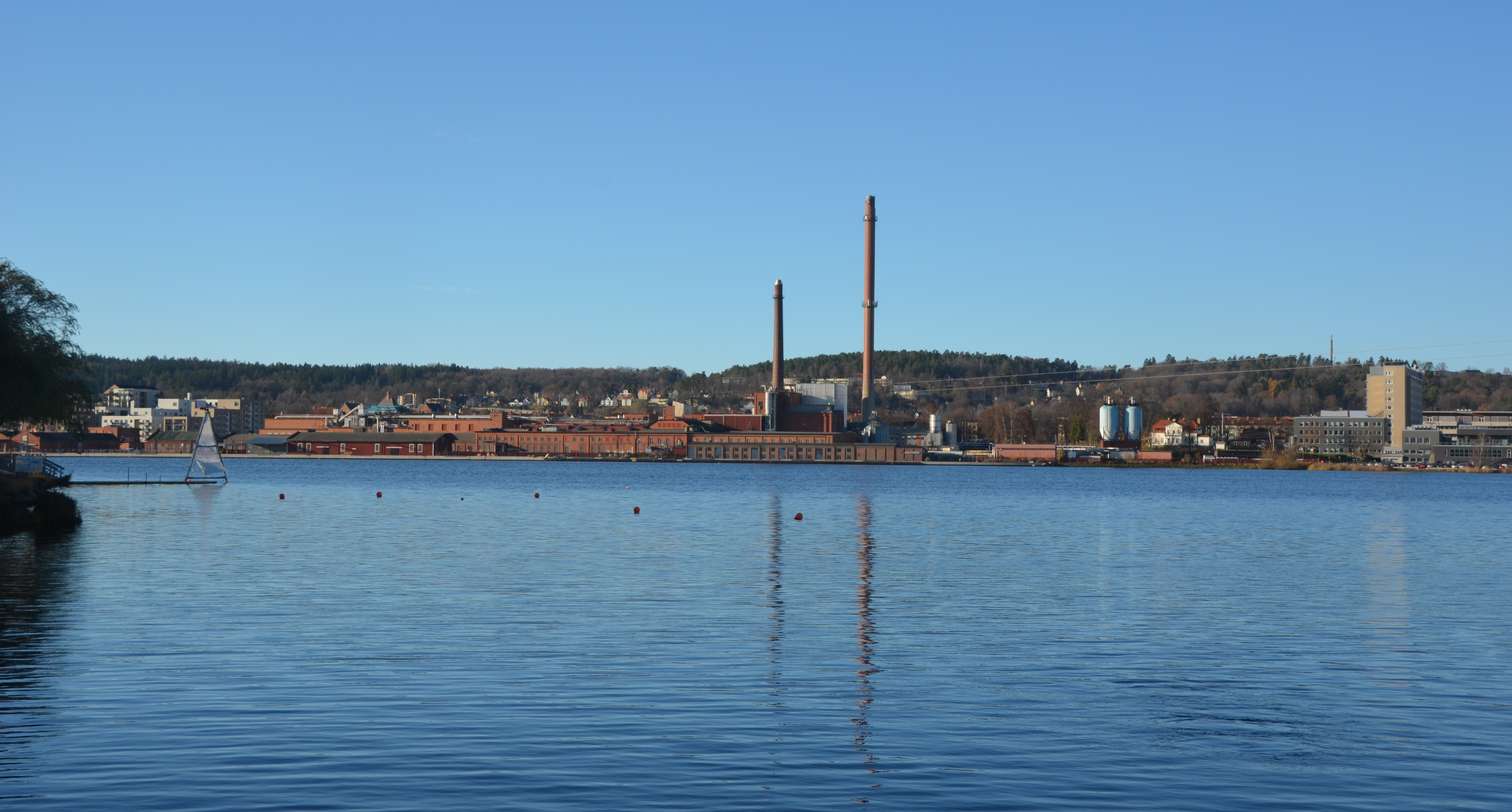
Munksjö bruk
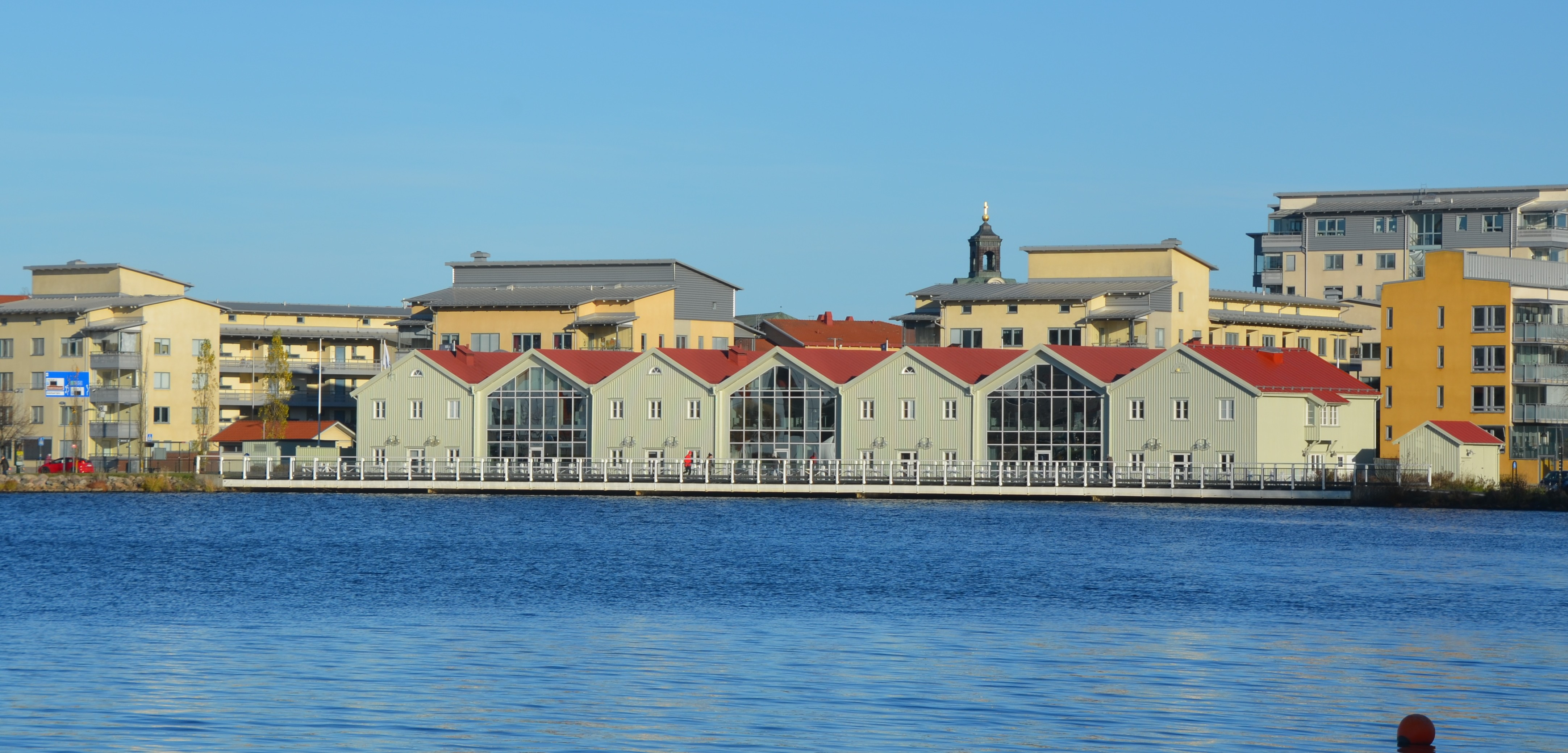
Tidigare Bruuns magasin med Kålgården i bakgerunden
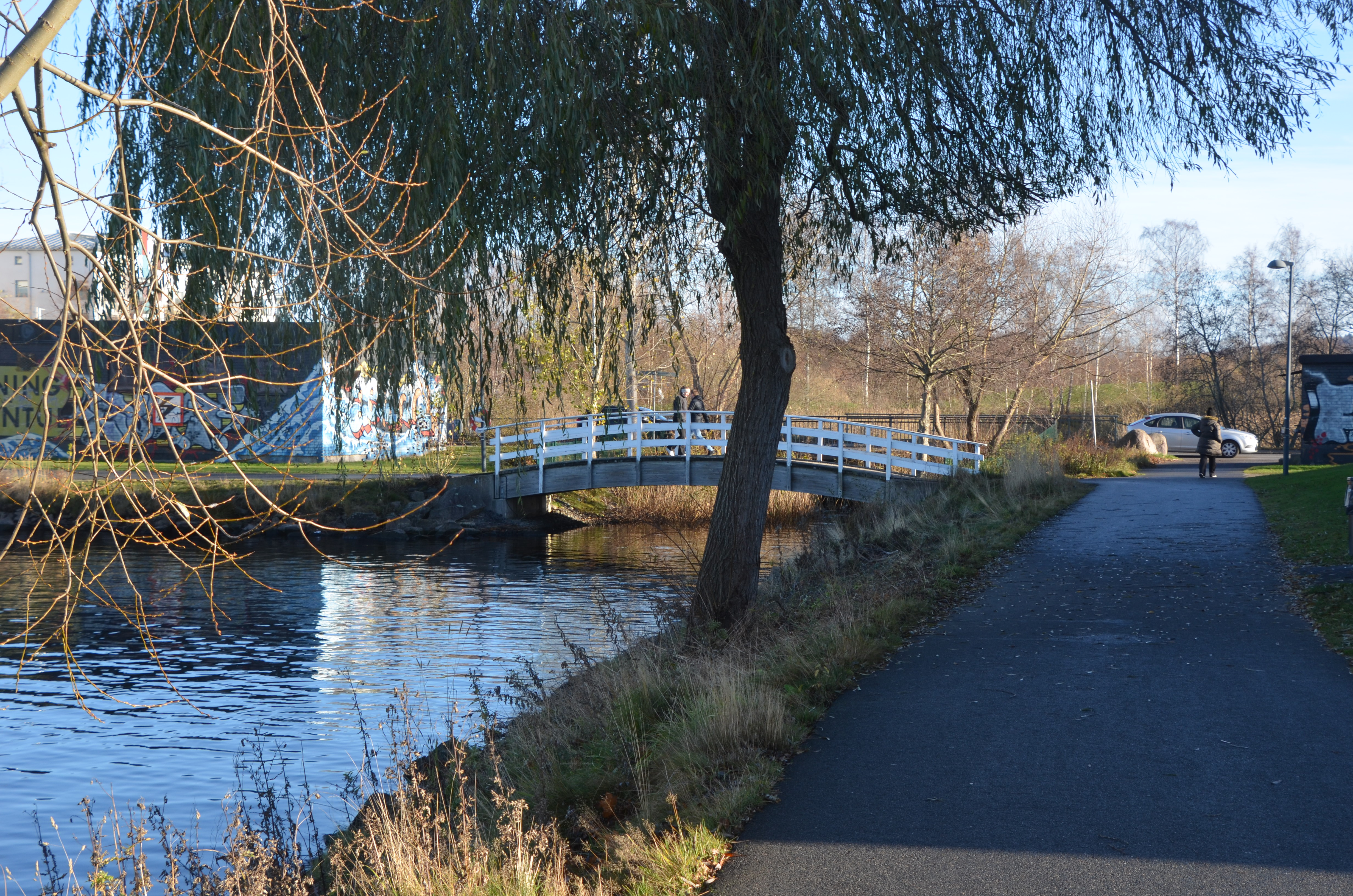
Rocksjöåns mynning vid Kämpevågen
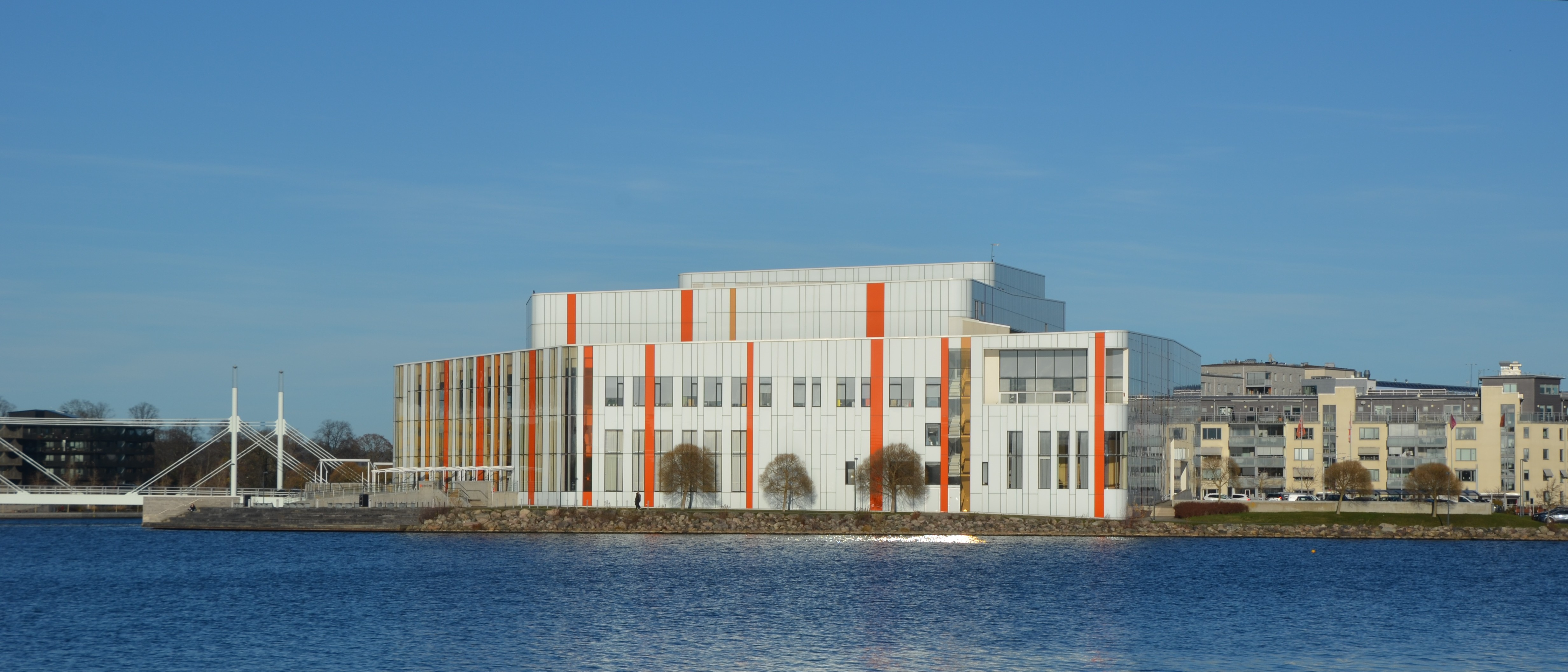
Kulturhuset Spira